# Chancelaria Central das Ordens de Cavalaria
A Chancelaria Central das Ordens de Cavalaria é um pequeno escritório dentro da Casa Real do Soberano do Reino Unido, responsável pela administração das Ordens de Cavalaria e alguns aspectos de honras em geral. Ele não lida com as decisões sobre as nomeações ou designações, mas administra os procedimentos de nomeação e as investiduras, além de fornecer as insígnias. Funciona no Palácio de St. James
Desde 1991, o secretário da Chancelaria Central tem sido o mesmo indivíduo que serve também como Assistente de Controladoria para o Gabinete do Lord Camareiro.